# Thymophylla tephroleuca
Thymophylla tephroleuca là một loài thực vật có hoa trong họ Cúc. Loài này được (S.F.Blake) Strother miêu tả khoa học đầu tiên năm 1986.